# Văn học tiếng Latinh
Văn học tiếng Latinh hay văn học Latin/Latinh bao gồm các bài tiểu luận, lịch sử, thơ ca, kịch và các tác phẩm khác được viết bằng ngôn ngữ Latinh. Sự khởi đầu của văn học Latin bắt đầu từ năm 240 trước Công Nguyên (TCN), khi vở kịch sân khấu đầu tiên được trình diễn tại Rome. Văn học Latin phát triển mạnh trong sáu thế kỷ tiếp theo. Thời đại cổ điển của văn học Latin có thể được chia thành các giai đoạn sau: văn học Latin sớm, Thời đại hoàng kim, Thời kỳ hoàng gia và Thời trung cổ (xem lịch sử ở dưới).
Tiếng Latinh là ngôn ngữ của người La Mã cổ đại, nhưng nó cũng là ngôn ngữ chung của Tây Âu trong suốt thời Trung cổ, vì vậy văn học Latin không chỉ bao gồm các tác giả La Mã như Cicero, Vergil, Ovid và Horace, mà còn bao gồm các nhà văn châu Âu sau khi Đế chế La Mã sụp đổ, từ các cây bút tôn giáo như Aquinas (1225-1274), đến các nhà văn thế tục như Francis Bacon (1561-1626), Baruch Spinoza (1632-1677), và Isaac Newton (1642-1727).

## Lịch sử

### Văn học Latinh sớm
Văn học Latinh khởi đầu được dịch từ tiếng Hy Lạp. Văn học Latinh chính thức bắt đầu vào năm 240 TCN, khi khán giả La Mã được thưởng thức một phiên bản tiếng Latinh của một vở kịch Hy Lạp. Người thực hiện chuyển soạn là Livius Andronicus, một người tù nhân chiến tranh người Hy Lạp đã được đưa đến Rome vào năm 272 TCN.
Andronicus cũng đã dịch sử thi tiếng Hy Lạp của Homer Odyssey thành một thể thơ cũ của tiếng Latinh với tên là Saturnian. Nhà thơ Latinh đầu tiên viết về chủ đề La Mã là Gnaeus Naevius trong thế kỷ thứ 3 TCN. Ông đã sáng tác một bài thơ sử thi về Chiến tranh Punic đầu tiên, cuộc chiến ông đã từng chiến đấu. Các vở kịch của Naevius chủ yếu được làm lại từ bản gốc tiếng Hy Lạp, nhưng ông cũng tạo ra những bi kịch dựa trên thần thoại và lịch sử La Mã.
Các nhà thơ sử thi khác theo Naevius. Quintus Ennius đã viết một sử thi lịch sử, Annals (ngay sau năm 200 TCN), mô tả lịch sử La Mã từ khi thành lập Rome đến thời của ông. Ông chấp nhận các kiểu thơ 16 chữ của Hy Lạp, và nó trở thành hình thức thơ tiêu chuẩn cho sử thi La Mã. Ông cũng trở nên nổi tiếng với những vở bi kịch. Trong lĩnh vực này, những người kế vị nổi bật nhất của ông là Marcus Pacuvius và Lucius Accius. Ba nhà văn này hiếm khi sử dụng các nội dung từ lịch sử La Mã. Thay vào đó, họ đã viết các phiên bản tiếng Latinh về các chủ đề bi kịch mà người Hy Lạp đã thực hiện. Nhưng ngay cả khi họ sao chép tác phẩm của Hy Lạp, họ cũng không dịch bừa bãi. Chỉ có những phân đoạn trong các vở kịch của họ được lưu truyền đến nay.

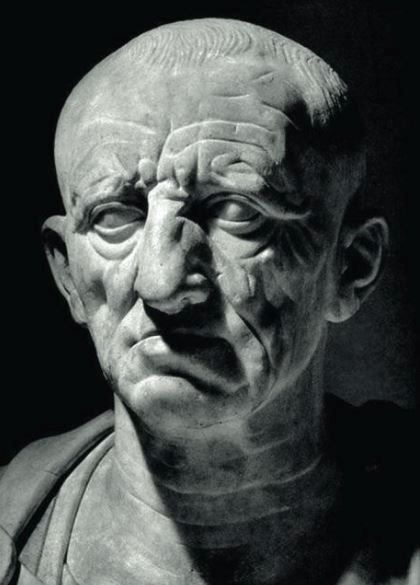
Cato trưởng lão, Marcus Porcius Cato

Đáng chú ý hơn là về hài kịch Latinh sớm, vì 26 vở hài kịch Latinh sớm còn được biết đến ngày nay chỉ 20 trong số đó Plautus đã viết, và 6 trong số đó còn lại là Terence viết. Những kịch tác gia này mô phỏng các vở hài kịch của họ dựa trên các vở kịch Hy Lạp được gọi là Hài kịch mới. Nhưng họ đã xử lý các cốt truyện và từ ngữ của bản gốc một cách tự do. Plautus ghép thêm các bài hát vào các vở kịch của mình và tăng sự hài hước bằng cách chơi chữ, cộng thêm với hành động hài hước của các diễn viên.
Những vở kịch của Terence lịch sự hơn trong giai điệu, xử lý các tình huống nội tại. Các tác phẩm của Terence cung cấp nguồn cảm hứng chính cho các bộ phim hài Pháp và Anh của thế kỷ 17, và thậm chí cho cả các phim hài hiện đại của Mỹ.
Văn xuôi của thời kỳ này được biết đến nhiều nhất qua On Agriculture (160 TCN) của Cato Trưởng lão. Cato cũng đã viết lịch sử Latinh đầu tiên của Rome và của các thành phố khác của Ý. Ông là chính khách La Mã đầu tiên đưa các bài phát biểu chính trị của mình bằng văn bản như một phương tiện ảnh hưởng đến dư luận.
Văn học Latinh sớm kết thúc với Gaius Lucilius, người đã tạo ra một loại thơ mới trong 30 cuốn sách Satires (thế kỷ thứ 2 TCN). Ông viết bằng giọng điệu dễ nghe về sách, thức ăn, những người bạn và các sự kiện đang xảy ra thời đó.

### Thời hoàng kim
Theo truyền thống, đỉnh cao của văn học Latinh đã được gán cho giai đoạn từ 81 TCN đến 17 SCN, mặc dù các nghiên cứu gần đây đã đặt câu hỏi về các giả định đặc quyền cho các tác phẩm của thời kỳ này so với các tác phẩm trước đó và sau này. Thời kỳ này thường được cho là đã bắt đầu bằng bài phát biểu đầu tiên được biết đến của Cicero và kết thúc bằng cái chết của Ovid.

#### Thời đại của Cicero

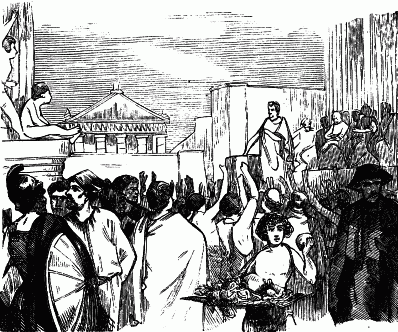
Nhà hùng biện La Mã

Cicero theo truyền thống được coi là bậc thầy của văn xuôi Latinh. Bài viết mà ông đã tạo ra từ khoảng năm 80 trước Công nguyên cho đến khi qua đời vào năm 43 trước Công nguyên vượt xa bất kỳ tác giả Latin nào có tác phẩm còn tồn tại về số lượng và sự đa dạng về thể loại và chủ đề, cũng như sở hữu sự xuất sắc về phong cách. Nhiều tác phẩm của Cicero có thể được chia thành bốn nhóm: (1) thư từ, (2) chuyên luận tu từ, (3) tác phẩm triết học và (4) các bài hùng biện. Những thư từ của ông cung cấp thông tin chi tiết về một giai đoạn quan trọng trong lịch sử La Mã và đưa ra một bức tranh sống động về cuộc sống công cộng và riêng tư của tầng lớp cai trị La Mã. Các tác phẩm của Cicero về hùng biện là nguồn sách tiếng Latin có giá trị nhất của chúng ta về các lý thuyết cổ đại về giáo dục và hùng biện. Các tác phẩm triết học của ông là nền tảng của triết học đạo đức trong thời trung cổ. Các bài phát biểu của ông đã truyền cảm hứng cho nhiều nhà lãnh đạo chính trị châu Âu và những người sáng lập Hoa Kỳ. 

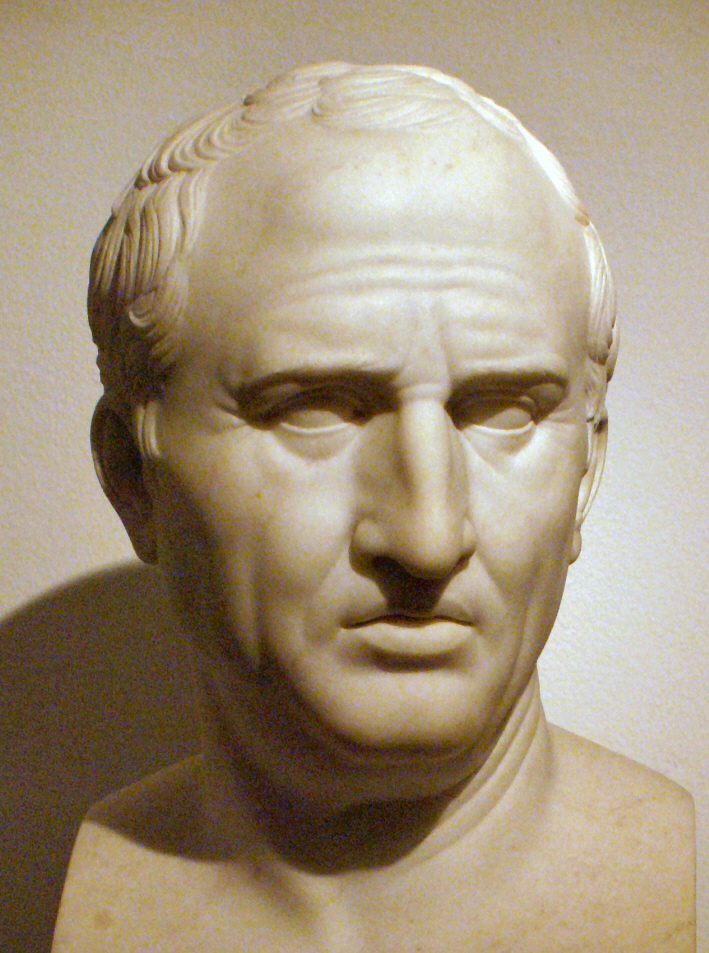
Cicero

Julius Caesar và Sallust là những nhà văn lịch sử xuất sắc của thời Cicero. Caesar đã viết bình luận về Gallic và các cuộc nội chiến theo phong cách đơn giản để biện minh cho hành động của mình như một vị tướng. Sallust đã áp dụng một phong cách đột ngột, nhọn trong các tác phẩm lịch sử của mình. Ông đã viết những mô tả tuyệt vời về con người và động cơ của họ.
Thơ trữ tình trong tiếng Latinh đã ra đời trong cùng thời kỳ. Lời bài hát tình yêu ngắn của Catullus được ghi nhận với cường độ cảm xúc mạnh mẽ. Catullus cũng viết những bài thơ tấn công kẻ thù của mình. Trong những bài thơ dài hơn, ông mô phỏng những hình ảnh bằng ngôn ngữ phong phú và tinh tế.
Một trong những nhà văn có học vấn cao nhất trong thời kỳ này là Marcus Terentius Varro. Được Quintillian gọi là "người La Mã thông thái nhất", ông đã viết về một loạt các chủ đề đáng chú ý, từ tôn giáo đến thơ ca. Nhưng chỉ có các bài viết của ông về nông nghiệp và ngôn ngữ Latinh còn tồn tại ở dạng hoàn chỉnh đến ngày nay.

#### Thời đại Augustan

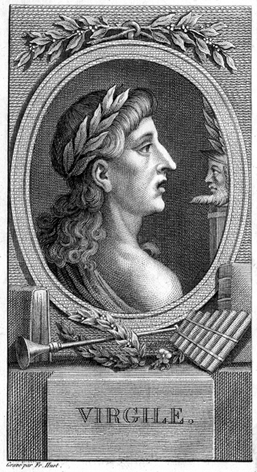
Virgil

Hoàng đế Augustus rất quan tâm đến các tác phẩm văn học được sản xuất trong những năm cầm quyền từ 27 TCN đến 14 SCN. Thời kỳ này đôi khi được gọi là Thời đại Augustan của văn học Latin. Virgil xuất bản cuốn Eclogues cho mục vụ, Gruzia và Aeneid, một bài thơ sử thi mô tả các sự kiện dẫn đến việc hình thành Rome. Virgil kể về việc người anh hùng thành Aeneas trở thành tổ tiên của người La Mã. Virgil cũng cung cấp sự biện minh thiêng liêng giải thích sự cai trị của La Mã trên toàn thế giới. Mặc dù Virgil đã chết trước khi ông có thể hoàn thiện những bài thơ của mình, nhưng nó đã sớm được công nhận là tác phẩm vĩ đại nhất của văn học Latin.
Horace, bạn của Horgil, đã viết Epodes, Odes, Satires và Epistles. Sự hoàn hảo của Odes về nội dung, hình thức và phong cách đã cuốn hút độc giả trong hàng trăm năm. Satires và Epistles thảo luận về các vấn đề đạo đức và văn học một cách thận trọng, dí dỏm. Nghệ thuật thơ của Horace, có lẽ được xuất bản như một tác phẩm riêng biệt, ảnh hưởng rất lớn đến các lý thuyết thơ sau này. Nó nêu các quy tắc cơ bản của văn bản cổ điển khi người La Mã hiểu và sử dụng chúng. Sau khi Virgil chết, Horace là nhà thơ hàng đầu của Rome.
Các bài văn tiếng Latinh đạt sự phát triển cao nhất trong các tác phẩm của Tibullus, Propertius, và Ovid. Hầu hết các bài thơ này nói đến tình yêu. Ovid cũng đã viết Fasti, mô tả các lễ hội La Mã và nguồn gốc huyền thoại của họ. Tác phẩm vĩ đại nhất của Ovid, Metamorphoses dệt nên nhiều huyền thoại khác nhau thành một câu chuyện hấp dẫn, nhịp độ nhanh. Ovid là một nhà văn dí dỏm, xuất sắc trong việc tạo ra các nhân vật sống động và đam mê. Metamorphoses là nguồn gốc nổi tiếng nhất của thần thoại Hy Lạp và La Mã trong suốt thời Trung cổ và Phục hưng. Nó đã truyền cảm hứng cho nhiều nhà thơ, họa sĩ và nhà soạn nhạc.
Trong lĩnh vực văn xuôi, Livy đã viết lịch sử của người La Mã trong 142 cuốn sách. Chỉ có 35 cuốn còn lại đến nay, nhưng chúng là một nguồn thông tin chính về xã hội La Mã cổ đại.

### Thời kỳ hoàng gia
Từ cái chết của Augustus vào năm 14 sau Công nguyên cho đến khoảng năm 200, các tác giả La Mã đã nhấn mạnh phong cách và thử những cách thể hiện mới và gây sửng sốt. Trong triều đại của Nero từ 54 đến 68, nhà triết học Stoic Seneca đã viết một số cuộc đối thoại và thư về các chủ đề đạo đức như lòng thương xót và sự rộng lượng. Trong tác phẩm Các câu hỏi tự nhiên của mình, Seneca đã phân tích động đất, lũ lụt và bão. Các tác phẩm bi kịch của Seneca ảnh hưởng lớn đến sự phát triển của các tác phẩm bi kịch ở châu Âu. Cháu trai của ông, Lucan đã viết tác phẩm Pharsalia (khoảng năm 60), một bài thơ sử thi mô tả cuộc nội chiến giữa Caesar và Pompey. Tác phẩm Satyricon (khoảng năm 60) của Petronius là cuốn tiểu thuyết phiêu lưu Latin đầu tiên. Chỉ còn vài phần của tác phẩm này còn lại đến nay. Nó mô tả cuộc phiêu lưu của các nhân vật cấp thấp khác nhau trong các tình huống vô lý, ngông cuồng và nguy hiểm, thường là trong thế giới của tội phạm vặt vãnh.
Những bài thơ sử thi bao gồm Argonautica của Gaius Valerius Flaccus, Thebaid of Statius và Punica of Silius Italicus. Dưới bàn tay của Martial, epigram đã có tính châm biếm sâu cay. Juvenal thì châm biếm các thói hư tật xấu một cách thông minh.
Nhà sử học Tacitus đã vẽ một bức tranh đen tối khó quên về đế chế sơ khai trong các tác phẩm Lịch sử và Biên niên sử, cả hai được viết vào đầu thế kỷ thứ 2. Tác phẩm Suetonius đương đại của ông đã viết về tiểu sử của 12 nhà cai trị La Mã từ Julius Caesar tới Domiti. Những lá thư của Pliny trẻ mô tả cuộc sống La Mã thời kỳ này. Quintilian sáng tác tác phẩm đầy đủ nhất về giáo dục cổ đại mà chúng ta sở hữu. Các tác phẩm quan trọng từ thế kỷ thứ 2 bao gồm Attic Nights của Aulus Gellius, một bộ sưu tập các giai thoại và báo cáo về các cuộc thảo luận văn học giữa những người bạn của ông; và những lá thư của nhà hùng biện Marcus Cornelius Fronto gửi Marcus Aurelius. Tác phẩm nổi tiếng nhất trong thời kỳ này là Metamorphoses, còn được gọi là The Golden Ass, của Apuleius. Cuốn tiểu thuyết này kể về một chàng trai trẻ vô tình bị biến thành một con lừa. Câu chuyện chứa những mẩu chuyện đầy màu sắc về tình yêu và phù thủy.

### Tiếng Latinh trong thời trung cổ, Phục hưng và Tiền hiện đại
Văn học Latinh Pagan cho thấy một sự bùng nổ sức sống cuối cùng vào cuối thế kỷ thứ 3 đến thế kỷ thứ 5. Ammianus Marcellinus viết về lịch sử, Quintus Aurelius Symmachus viết về hùng biện, và Ausonius và Rutilius Claudius Namatianus viết thơ ca đều là những cây bút rất tài năng. Mosella của Ausonius đã chứng minh một chủ nghĩa hiện đại của cảm giác, đóng vai trò đánh dấu sự kết thúc của văn học cổ điển.
Đồng thời, những người khác đã đặt nền móng cho văn học Kitô giáo Latinh trong thế kỷ thứ 4 và thế kỷ thứ 5. Họ bao gồm những người Giáo phụ Augustine thành Hippo, Jerome và Ambrose, và nhà thơ Cơ đốc giáo đầu tiên, Prudentius.
Trong thời Phục hưng đã có sự quay trở lại với tiếng Latinh của thời cổ điển, được gọi là Neo-Latin vì lý do này. Ngôn ngữ tinh khiết này tiếp tục được sử dụng như ngôn ngữ chung trong số những người có học vấn ở khắp châu Âu, với các tác phẩm tuyệt vời của Descartes, Francis Bacon và Baruch Spinoza đều được sáng tác bằng tiếng Latinh. Trong số những cuốn sách quan trọng cuối cùng được viết chủ yếu bằng văn xuôi Latinh là các tác phẩm của Thụy Điển (d. 1772), Linnaeus (d. 1778), Euler (d. 1783), Gauss (d. 1855), và Isaac Newton (d. 1727) và tiếng Latinh vẫn là một kỹ năng cần thiết cho người đọc hiện đại về các tác phẩm ngôn ngữ, văn học và triết học hiện đại đầu tiên.
Một số nhà thơ tiếng Anh hàng đầu đã viết bằng tiếng Latinh cũng như tiếng Anh. Bài thơ 1645 của Milton là một ví dụ, nhưng cũng có Thomas Campion, George Herbert và đồng nghiệp của Milton Andrew Marvell. Một số thực sự đã viết chủ yếu bằng tiếng Latinh và được đánh giá cao cho sự thanh lịch và cổ điển của phong cách của họ. Ví dụ trong số này là Anthony Alsop và Vincent Bourne, những người được chú ý vì cách thức khéo léo điều chỉnh câu thơ của họ để mô tả chi tiết về cuộc sống trong thế kỷ 18 trong khi vẫn giữ nguyên sự thuần khiết của từ vựng tiếng Latinh. Một trong những người cuối cùng được chú ý về chất lượng của thơ Latinh vào thế kỷ 19 là Walter Savage Landor.

## Đặc điểm của văn học Latinh
Nhiều tác phẩm tiếng Latinh phản ánh sự quan tâm của người La Mã về hùng biện, nghệ thuật nói và thuyết phục. Nói trước công chúng có tầm quan trọng lớn đối với người La Mã có học thức vì hầu hết họ muốn có một sự nghiệp chính trị thành công. Khi Rome trở thành một nước cộng hòa, việc diễn thuyết hiệu quả thường được xác định ai sẽ được bầu hoặc dự luật nào sẽ được thông qua. Sau khi Rome trở thành một đế chế, khả năng gây ấn tượng và thuyết phục mọi người bằng lời nói đã mất đi phần lớn tầm quan trọng của nó. Nhưng việc đào tạo về khả năng hùng biện vẫn tiếp tục phát triển và ảnh hưởng đến phong cách viết văn. Một phần lớn của sự hùng biện bao gồm khả năng trình bày một ý tưởng quen thuộc theo cách mới nổi bật mà thu hút sự chú ý. Các tác giả tiếng Latin đã trở thành bậc thầy của nghệ thuật đa dạng này.

### Ngôn ngữ và hình thức
Tiếng Latinh là một ngôn ngữ có tính lan truyền cao, với nhiều hình thức ngữ pháp cho các từ khác nhau. Kết quả là, nó có thể được sử dụng với độ chính xác và ngắn gọn trong tiếng Anh. Nó cũng có khả năng xây dựng, bởi vì cú pháp chặt chẽ của nó giữ cả câu dài nhất và phức tạp nhất được gắn kết như một đơn vị logic. Tiếng Latin có thể được sử dụng với sự đồng nhất nổi bật, như trong các tác phẩm của Sallust và Tacitus. Hoặc nó có thể có các cụm từ sâu rộng, như trong các tác phẩm của Livy và các bài phát biểu của Cicero.
Tiếng Latinh thiếu từ vựng mang chất thơ phong phú mà là đặc trưng của thơ ca Hy Lạp. Một số nhà thơ Latinh cổ đã cố gắng bù đắp sự thiếu hụt này bằng cách tạo ra các từ ghép mới, như người Hy Lạp đã làm. Nhưng các nhà văn La Mã hiếm khi phát minh ra từ mới. Ngoại trừ trong thơ sử thi, họ có xu hướng sử dụng một từ vựng quen thuộc, mang lại giá trị thi pháp bằng cách kết hợp trí tưởng tượng của các từ và bằng hiệu ứng âm thanh phong phú. Các nhà thơ hàng đầu của Rome có kỹ năng kỹ thuật tuyệt vời trong việc lựa chọn và sắp xếp ngôn ngữ. Họ cũng có kiến thức sâu sắc về các nhà thơ Hy Lạp, mà có các chủ đề xuất hiện trong hầu hết các tác phẩm văn học La Mã.
Văn học Latinh thể hiện phẩm giá ấn tượng trong các tác phẩm của Ovid, Cicero hoặc Virgil. Nó phản ánh sự nghiêm túc và ý thức trách nhiệm đặc trưng cho giai cấp thống trị của Rome trong những năm tuyệt vời của nền cộng hòa La Mã. Nhưng người La Mã cũng có thể thư giãn và cho phép cái mà Horace gọi là "giấm Ý" trong hệ thống của họ tuôn ra dưới hình thức dí dỏm và châm biếm.